# Samuel Christian Hollmann
Samuel Christian Hollmann (ur. 3 grudnia 1696 w Szczecinie, zm. 4 września 1787 w Getyndze) – profesor fizyki i filozofii na uniwersytecie Georgiana w Getyndze.
Dnia 14 października 1734 wygłosił pierwszą mowę w historii uczelni założonej właśnie w tym roku.
Hollmann był od 1747 członkiem Royal Society i dwukrotnym Dyrektorem Akademii Nauk w Getyndze.
Georg Christoph Lichtenberg był jednym z jego uczniów.